# جوناثان كرافن
جوناثان كرافن (بالإنجليزية: Jonathan Craven)‏ مواليد 20 مارس 1965 في نيو كاسل، هو ممثل ومخرج ومنتج أمريكي بدأ مسيرته الفنية سنة 1972.

## الأعمال
- البيت الأخير على اليسار
- التلال لها عيون 2
- البيت الأخير على اليسار

## روابط خارجية
- جوناثان كرافن على موقع IMDb (الإنجليزية)
- جوناثان كرافن على موقع ألو سيني (الفرنسية)
- جوناثان كرافن على موقع قاعدة بيانات الفيلم (الإنجليزية)